# Aéroport de Limoges-Bellegarde
L'aéroport de Limoges-Bellegarde  (code IATA : LIG • code OACI : LFBL) est un aéroport international situé à Bellegarde, dans la commune de Limoges (région Nouvelle-Aquitaine). En plus de la desserte de Limoges, il sert aussi de porte d'entrée au Limousin. Il est à 8 km du centre-ville de Limoges et à 20 km de Saint-Junien, deuxième ville du département de la Haute-Vienne. Dans un rayon d'une heure et demie en voiture, on trouve les agglomérations de Poitiers, Périgueux, Angoulême, Châteauroux, Guéret, Tulle et Brive.
C'est un des aéroports les plus élevés parmi ceux ayant une piste de plus de 2 000 mètres  (2440 m). C'est également sur le site que se trouve la station météo donnant les prévisions pour la ville de Limoges. L'aéroport étant situé 150 mètres plus haut que la ville, sa température est en moyenne inférieure de 2°. À cet effet un capteur prend celle-ci au centre-ville pour les diffusions non-aéronautiques.
C’est de même l’aéroport français avec un taux de présence des compagnies à bas prix dans le trafic le plus important (près de 89 %). C’est en raison de sa configuration au centre du pays mais aussi avec sa longue piste et son ILS CAT III que de nombreux avions insolites y atterrissent : avions militaires (AWACS, A400M...) et avions d’essais (A321neo, A350, A380...).

## Histoire

### Le premier aéroport

1er logotype d'Air Limousin, compagnie Limougeaude.

Le premier aérodrome de Limoges, l'aérodrome de Limoges-Feytiat, fut ouvert au Mas de l'Age dans la commune de Couzeix dans les années 1920 puis a été transféré à Feytiat, sur le terrain de l'actuel golf municipal, en 1933.
La compagnie Air Limousin y assura ses premiers services d'avion taxi à partir de 1967 avant d'offrir ses premières lignes régulières à Bellegarde.
C'était en 1969 que la compagnie Air Limousin (dont le siège était à Limoges) inaugurait la liaison La Rochelle - Limoges - Clermont Ferrand - Lyon en Beechcraft 70 Queen Air, immatriculé F-BRNI.

### Les débuts de l'actuel aéroport
Le 1er juillet 1968, les travaux débutent. L'aéroport prend forme en 1971. Le projet est alors soutenu par le maire Louis Longequeue.
La piste est aménagée en dur longue de 2 280 m et large de 45 m. Elle est dotée d'un balisage de basse intensité pour les atterrissages de nuit.
Une Caravelle se pose sur le tarmac limougeaud pour la première fois le 26 septembre 1971 qui rassemble près de 3.000 personnes à 9 h 30 du matin. L’avion immatriculé F-BJTO d'Air Charter International amène sur Limoges les personnalités et les journalistes parisiens venus assister aux championnats de France de labour organisés à Nexon. Cet atterrissage correspond à l’ouverture de l’aéroport à la circulation aérienne publique.
Le site actuel est totalement aménagé en 1972 avec l'ouverture d'une aérogare et deux compagnies.
Air Inter inaugure sa ligne vers Paris le 02 avril comme Air Limousin (qui disparaissait en 1978 en fusionnant avec Air Alpes et qui renaissait en 1978 en devant Air Limousin Transports Aériens - ALTA dont le siège et la base opérationnelle se trouvaient sur le site de l'aéroport) ouvre la ligne Nancy - Dijon - Limoges - Bordeaux.
Air Limousin ouvrira des lignes intérieures vers Châteauroux, Nantes, Agen, Brive, Lyon, Angers, Marseille, Toulouse ou Nice.
En 1973, la piste est équipée d'un atterrissage tout temps et TAT (Touraine Air Transport) ouvre le 03 avril une ligne entre Limoges et Bergerac.
Air Limousin fusionne avec Air Alpes le 30 décembre 1975.
Entre-temps, la Compagnie Aérienne du Languedoc (CAL)  avait, à la demande des Chambres de commerces respectives, exploité dès 1976 les lignes Limoges - Poitiers - Nantes en Twin Otter, Bergerac - Périgueux- Limoges et Brive - Limoges, confiées fin 1978 à la nouvelle compagnie Air Limousin-TA.
La ligne Agen - Bergerac - Limoges par TAT est suspendue en avril 1976.
Une nouvelle aérogare est construite puis livrée le 17 mars 1980.
En 1982 s'installe un détachement de la gendarmerie qui opère aujourd'hui avec un Écureuil et pendant cette décennie un seuil d'approche artificiel est aménagé au nord de la piste pour sécuriser les atterrissages aux instruments, seul site de ce genre en France[réf. nécessaire].
En 1984, Air Limousin ALTA, toujours basée à Limoges, exploitait des Nord 262 de 27 places. Elle exploitait alors les lignes Limoges-Agen et Limoges-Brive assurant une correspondance directe avec les vols Air Inter Limoges-Paris  Elle desservait également Paris au départ d’Aurillac.
Après la faillite d'Air Limousin TA en 1989, la compagnie TAT reprenait 100 des salariés et 4 avions d'Air Limousin et reprenait à son compte les lignes de Limoges vers Brive, Lyon et Paris.
En 1992, la Poste ouvre une ligne de fret aérien vers Paris via Clermont-Ferrand qui transporte en moyenne 1 500 t de courrier par an avec un Fokker 27 de la compagnie Europe Airpost. A cette époque, Airbus fait de nombreux touch-and-go sur le site avec la famille A320 pour le qualifier. Airbus a également pratiqué cet exercice pour qualifier l'A380.
Au rachat d'Air Inter par Air France en 1997, cette compagnie reste la seule à exploiter des lignes intérieures soit avec ses filiales Brit Air et Régional soit en affrétant Airlinair.
La ligne de fret aérien exploitée par la Poste est finalement arrêtée en 2012, à cause de la baisse du courrier à transporter.

### L'aéroport international
Depuis 1994, l'aéroport est la propriété du Syndicat Mixte de l'Aéroport Limoges-Bellegarde (SMALB) composé de la Région Nouvelle-Aquitaine(49.60%) qui s'est substituée à la région Limousin (ancienne région administrative) lors de leur fusion le 1er janvier 20216, le département de la Haute-Vienne (25.2%) et Limoges Métropole (25.2%). 
Le Syndicat Mixte est présidé par François Vincent, conseiller régional de Nouvelle-Aquitaine et dirigé par Christophe Castellarnau, ingénieur territorial en chef et ancien directeur des opérations sol de la compagnie XL Airways France.
Le budget général (section fonctionnement + section fonctionnement), hors budget de financement des missions régaliennes est d'environ 13 millions d'euros pour 2025.  
En 2004, deux compagnies à bas prix, Ryanair et FlyBe, ont commencé à ouvrir des lignes vers le Royaume-Uni.

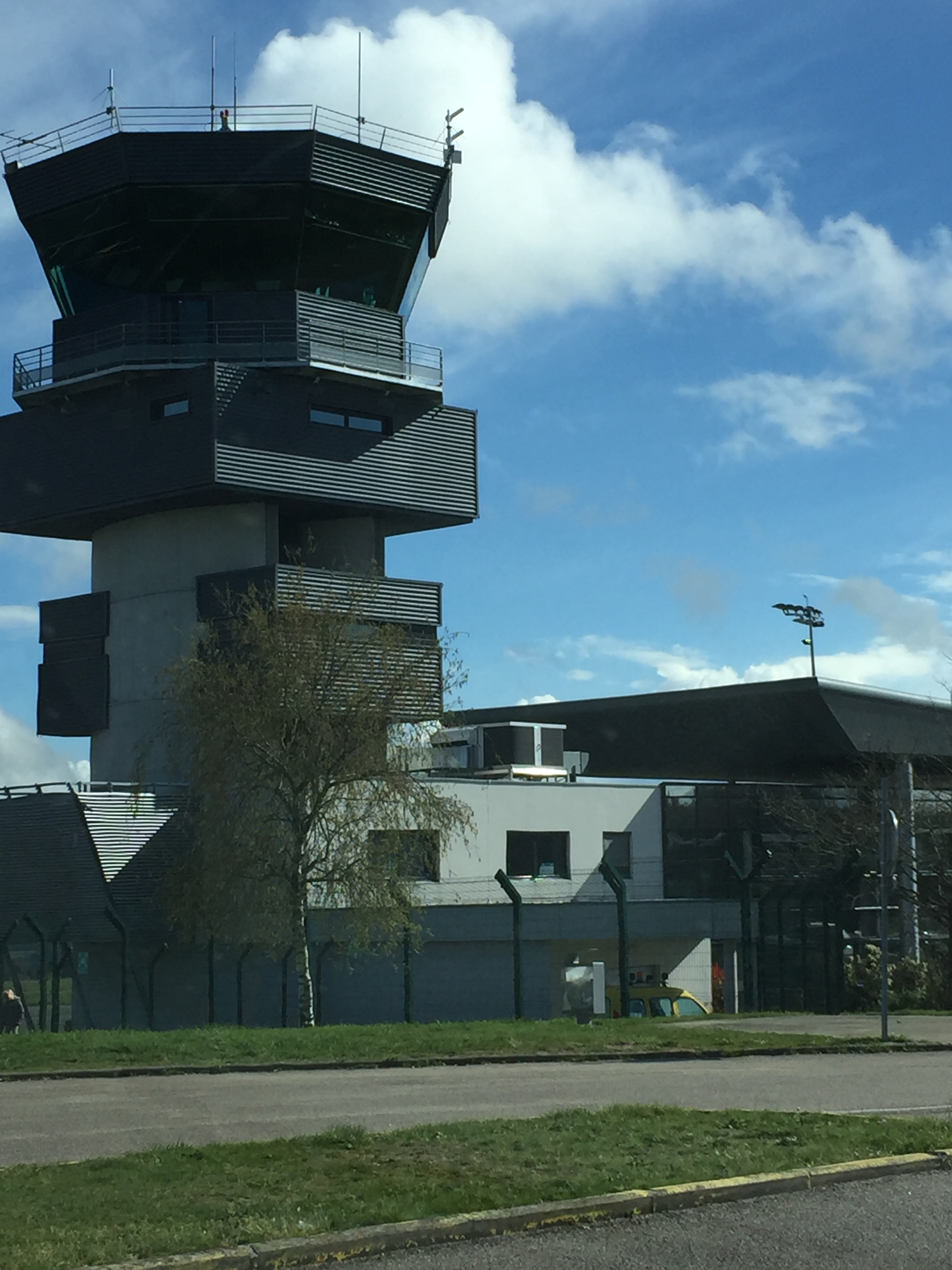
La tour de contrôle

Une nouvelle tour de contrôle a été construite dans les années 1990 et avec le succès des vols internationaux et une troisième aérogare, capable de recevoir 500 000 passagers, a été édifiée puis ouverte le 19 juin 2005.
Devant le succès de l'aéroport et avec les stationnements anarchiques, un parking payant a été créé en 2008.
Brit’Air, filiale d’Air France souhaite mettre fin à la ligne vers Roissy le 26 octobre 2008 malgré un taux de remplissage moyen de 56% avec une progression de 5%. La ligne aérienne Limoges-Paris est néanmoins préservée au nom du service public jusqu’en décembre 2009.
En février 2009, les aéroports de Limoges, Poitiers et Bergerac ont signé une convention de partenariat pour mettre en commun un maximum de services (mutualisation des matériels et personnels en cas de besoin, achats groupés, offre globale aux Low Cost...). En août 2009, l'aéroport d'Angoulême a rejoint cette convention qui dorénavant s'appelle Les Aéroports du Centre-Ouest (ACO).
En été, deux à six navettes bus par jour relient l'aéroport à la chambre de commerce en mini bus climatisé.
De nombreuses destinations régulières en France ont existé (Brive, Toulouse, Rennes, Marseille, Clermont-Ferrand, La Rochelle, Bordeaux, Pau, Agen, etc.). Aujourd'hui, celles-ci s'orientent beaucoup vers le Royaume-Uni.
La compagnie TwinJet reprend la liaison vers Paris en Beechcraft 1900 de 19 places en 2010.
En février 2012, le directeur de l'aéroport, Jean-Philippe Gaillard, nommé depuis 3 mois a été démasqué pour usurpation. En effet, il avait menti sur ses diplômes, son expérience dans le domaine aéronautique mais également sur son casier judiciaire qui comptait déjà des cas d'usurpation. Paradoxalement son travail aurait été de bonne qualité.
La compagnie normande Chalair Aviation a pris la succession de Hop ! pour la liaison entre Limoges et Lyon depuis le 1er avril 2014 et ouvre la ligne saisonnière Limoges-Avignon-Ajaccio.
En 2018, la ministre des transports Elisabeth Borne annonce deux obligations de service public afin de pérenniser les lignes de Lyon et Paris. La compagnie retenue est la compagnie française Chalair Aviation qui assurera ces lignes en ATR42-500 ou même occasionnellement en ATR72-500. Ces annonces seront un coup de pouce pour les habitants, les vols commençant désormais à 58€ l’aller contre plus de 300 auparavant.
En 2019, à la suite d'un accord avec la direction de l’aéroport, la compagnie Chalair investit à Limoges : elle y base 3 ATR42 et un ATR72 et y maintient sa plateforme de maintenance tout en recrutant de nombreux mécaniciens, PNC et pilotes. Elle crée de même une école de personnel navigant commercial (hôtesses et stewards) qui formera plusieurs dizaines de personnes par an.
La liaison régulière Paris-Limoges, assurée par Chalair Aviation est pourtant arrêtée à partir de mars 2023 en raison d'un trafic jugé insuffisant par les collectivités qui la subventionnaient (5 passagers par vol en moyenne). Celle de Lyon est pérennisée, Chalair exploitant un ATR de 42 places sur cette ligne.
Ryanair ouvre une ligne intérieure saisonnière vers Marseille en avril 2024.

## Galeries photographiques

### Vues aériennes

Vues aériennes de l'aéroport de Limoges - Bellegarde de 1968 à 2014
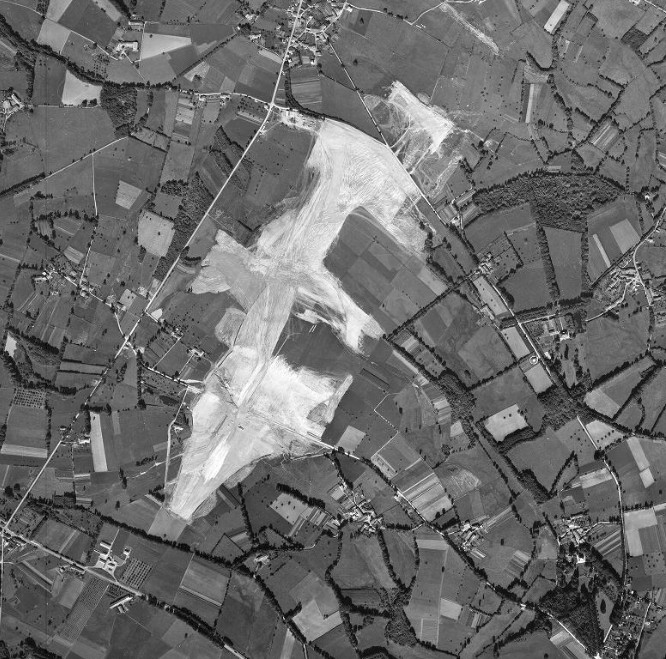
L'Aéroport de Bellegarde en construction en 1968.
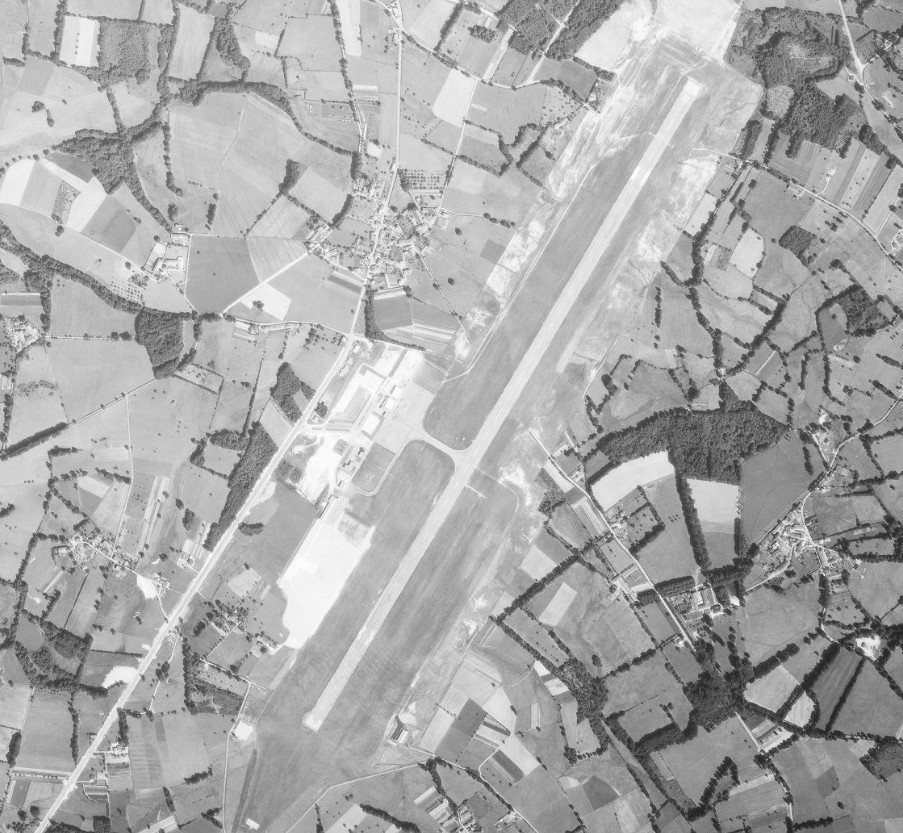
Aéroport de Limoges Bellegarde en 1974.
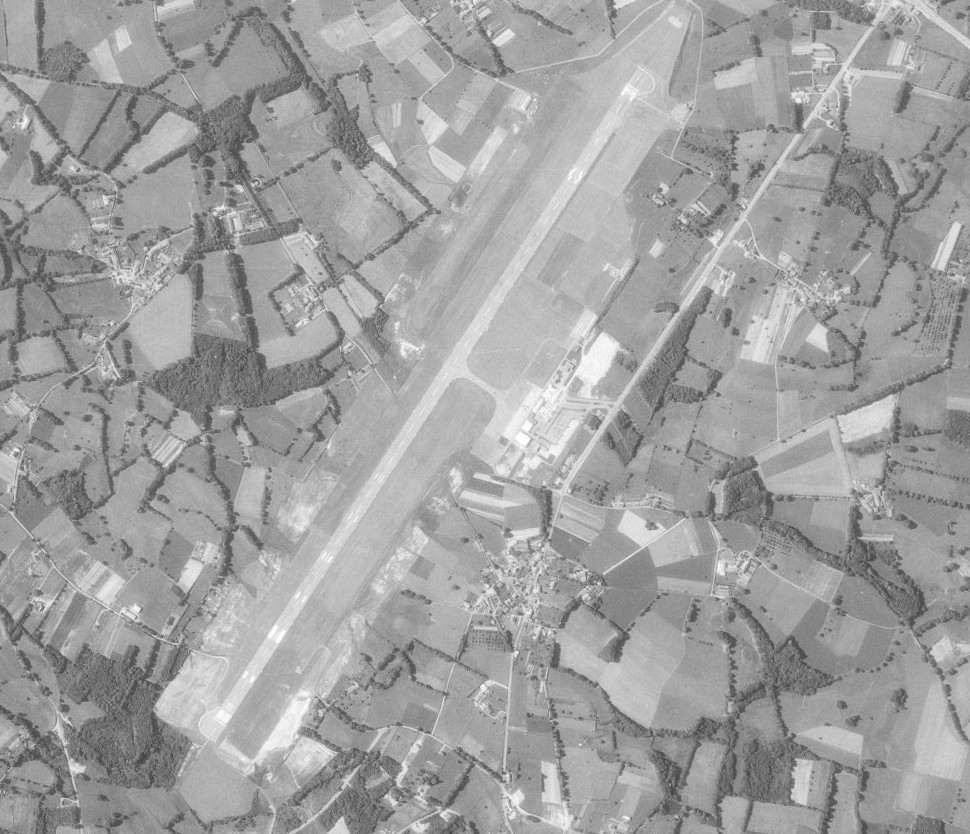
Aéroport de Limoges Bellegarde en 1979.
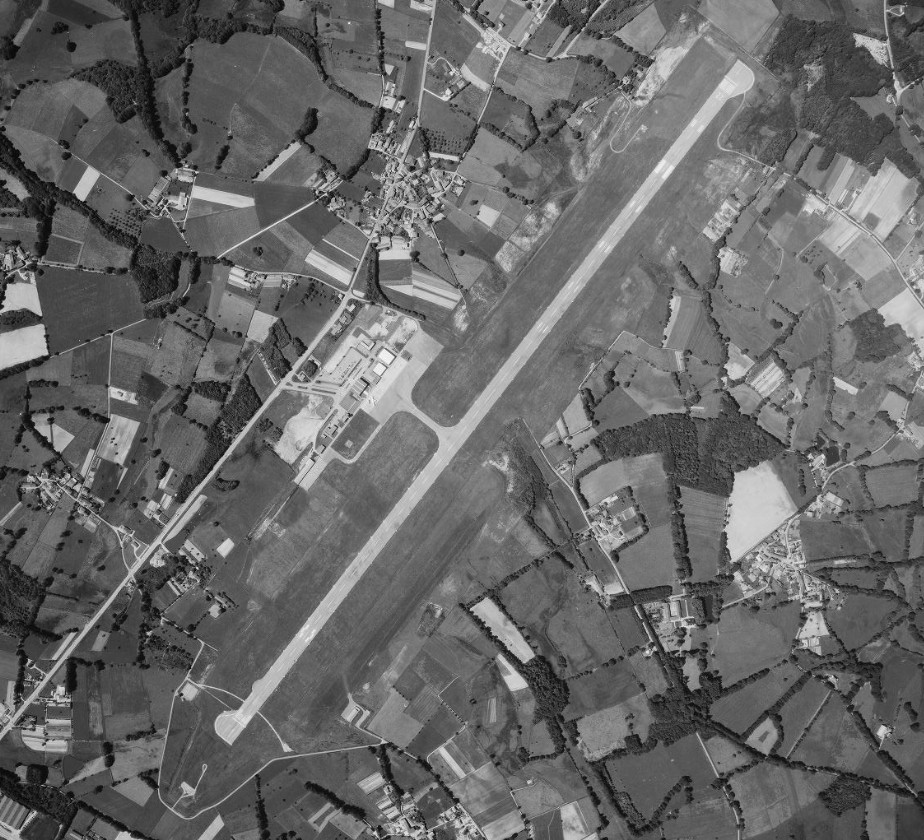
Aéroport de Limoges Bellegarde en 1981.
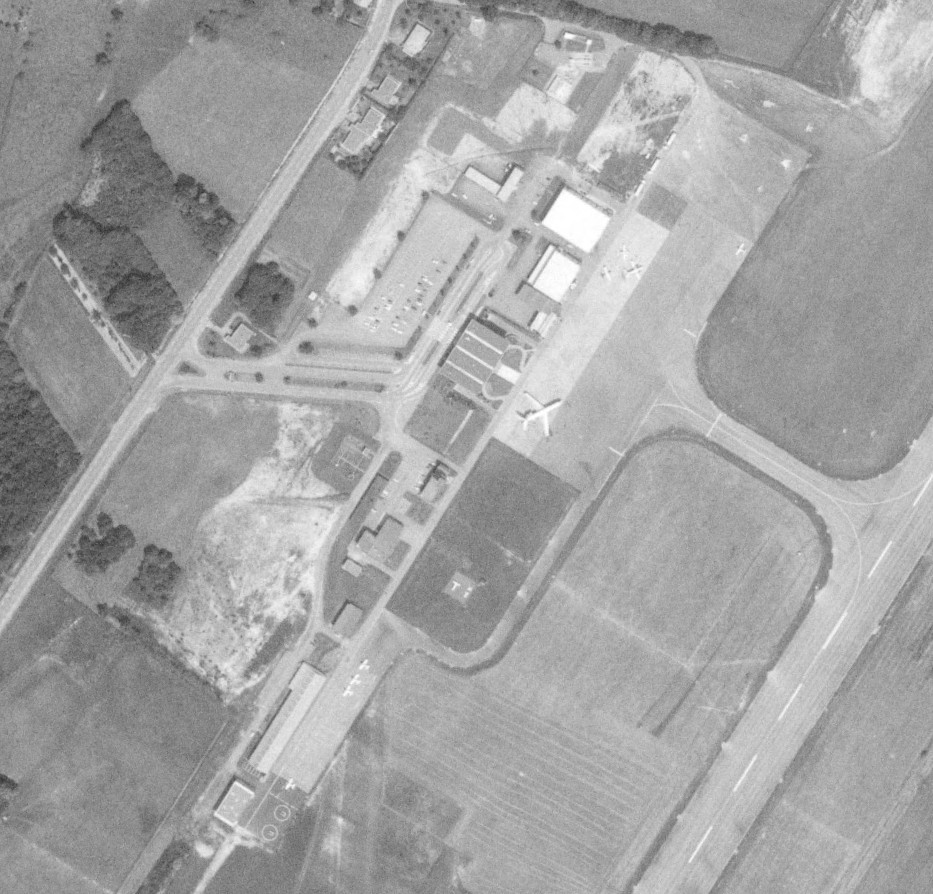
Les infrastructures de Bellegarde en 1983.
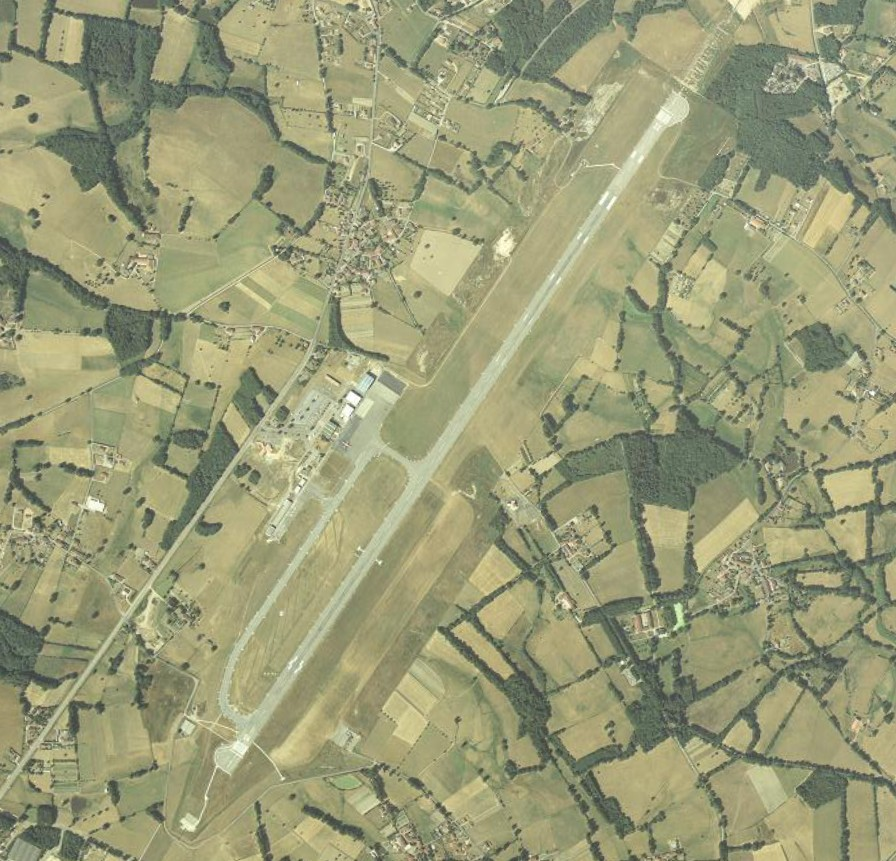
Aéroport de Limoges Bellegarde en 1990.
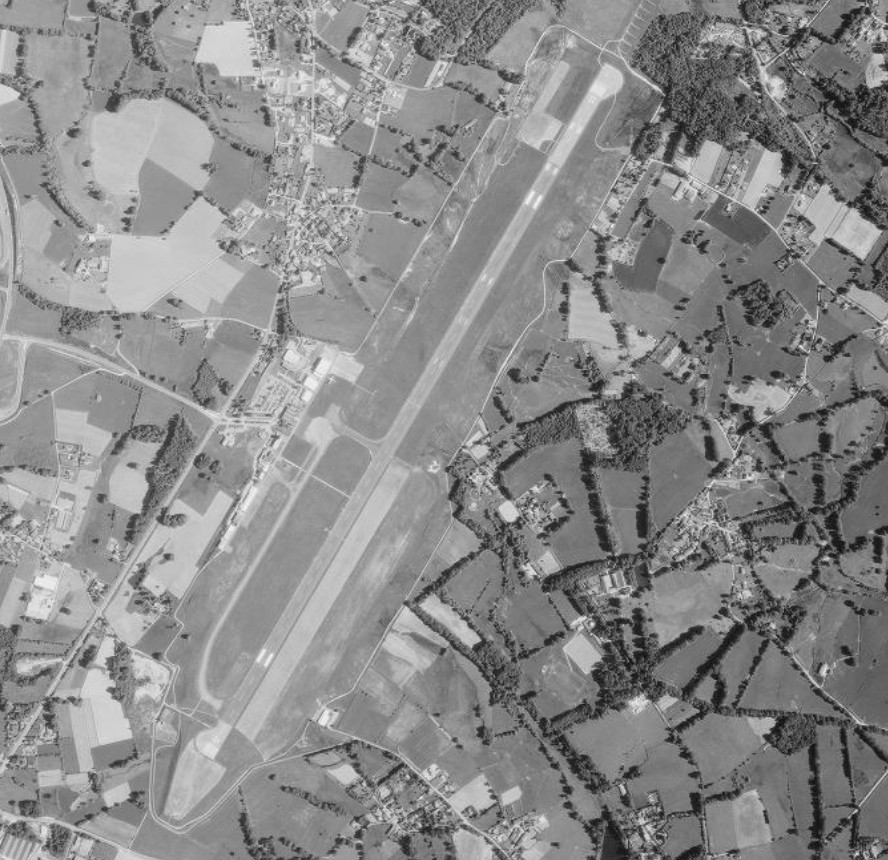
Aéroport de Limoges Bellegarde en 2001.
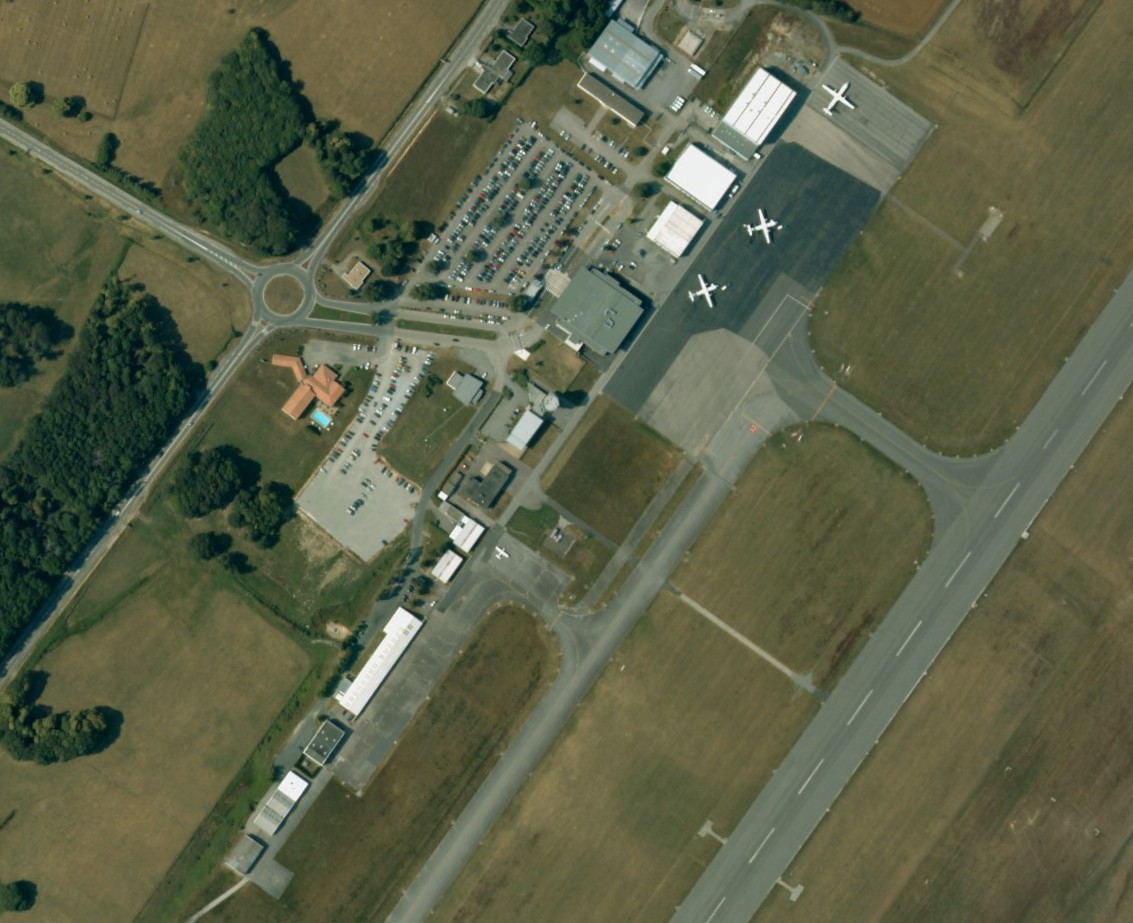
Infrastructures de Bellegarde en 2006.
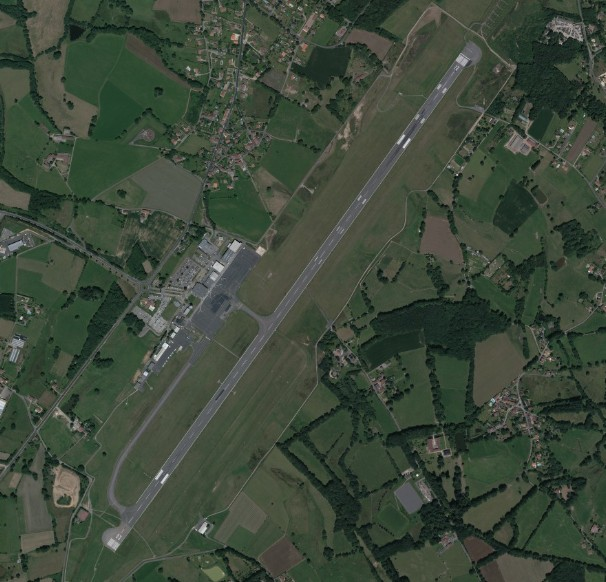
Aéroport de Limoges Bellegarde en 2014.

### Photographies

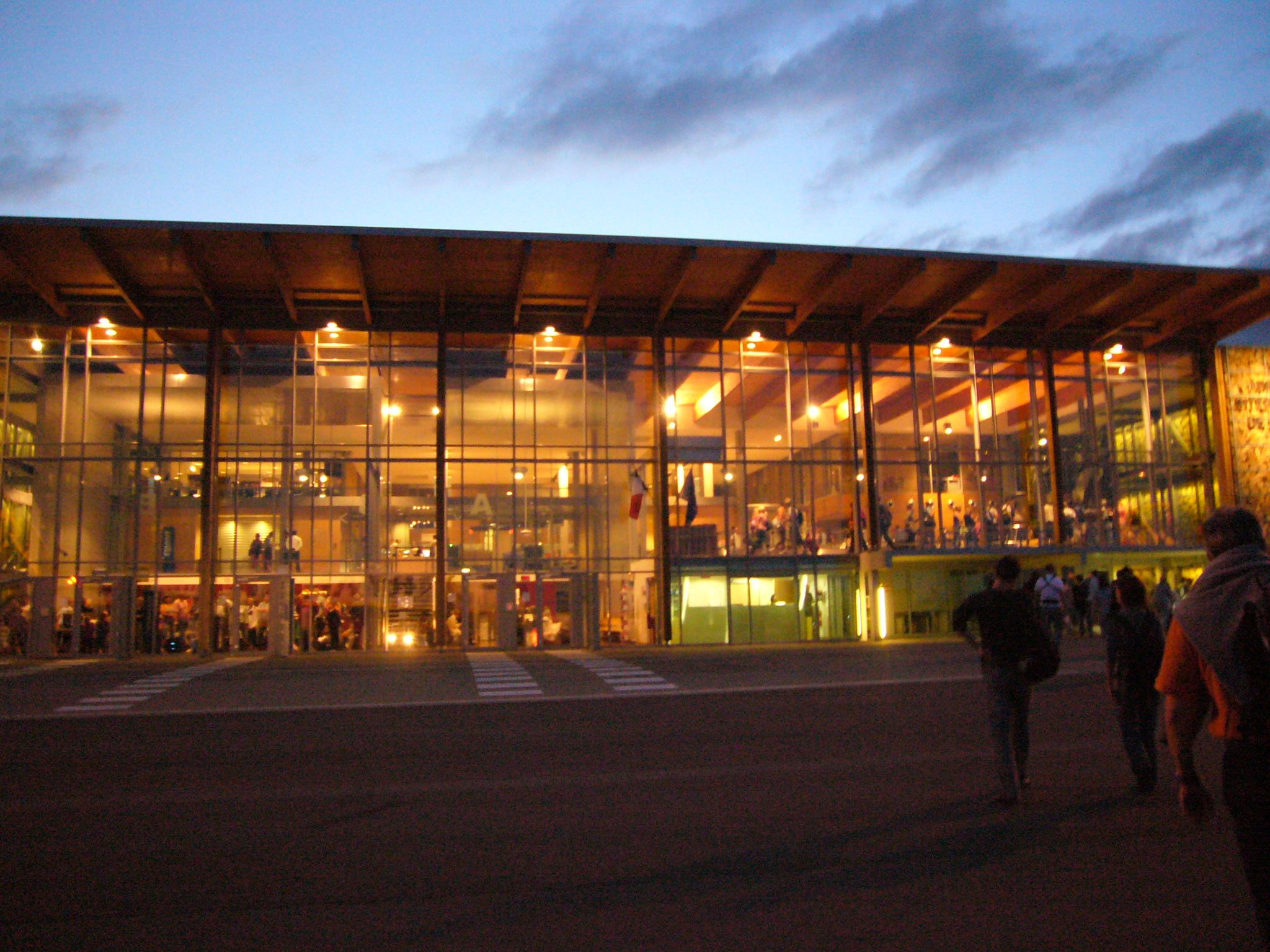
Aérogare côté piste en 2008.
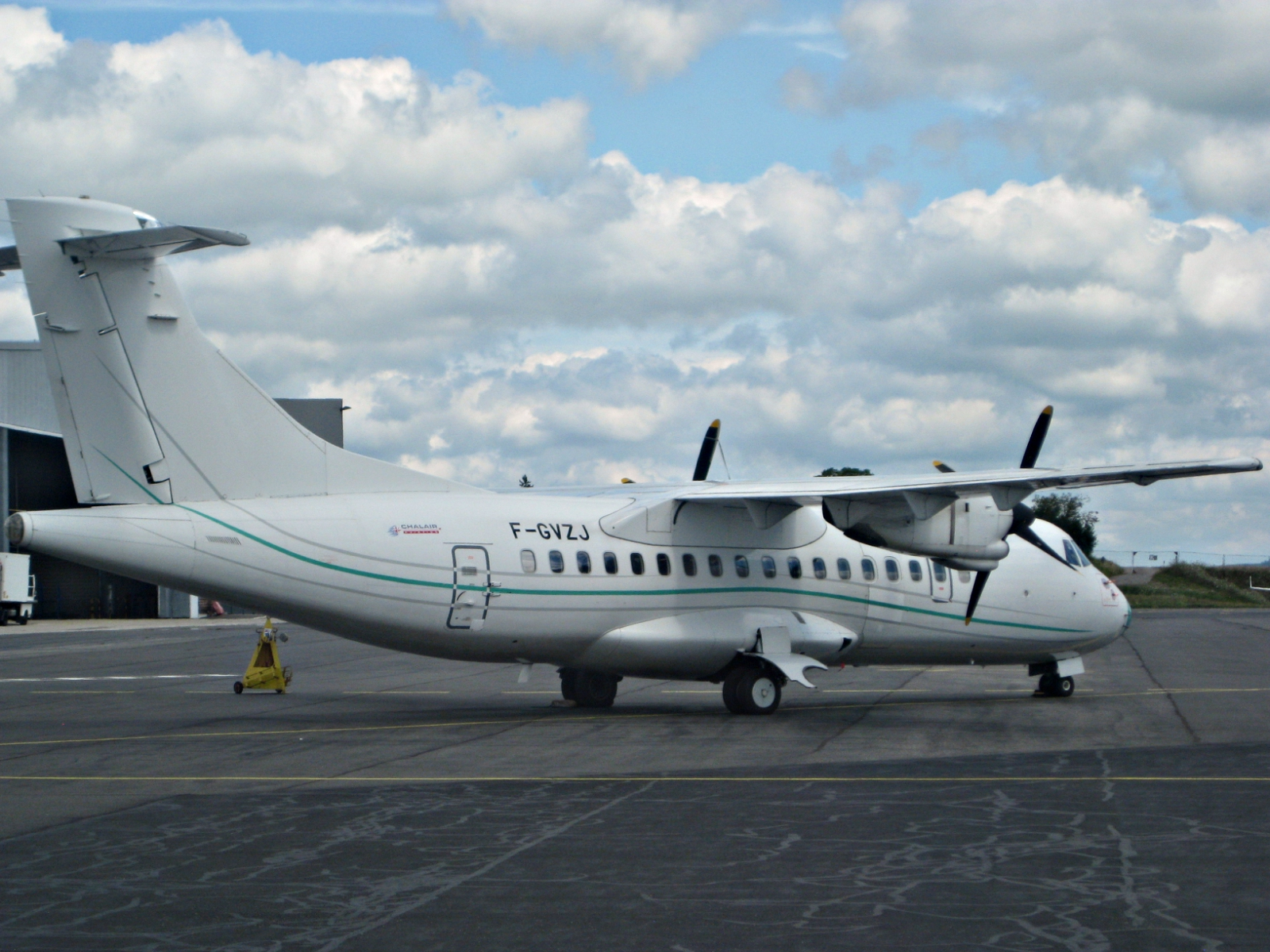
ATR 42 de Chalair Aviation en 2014.
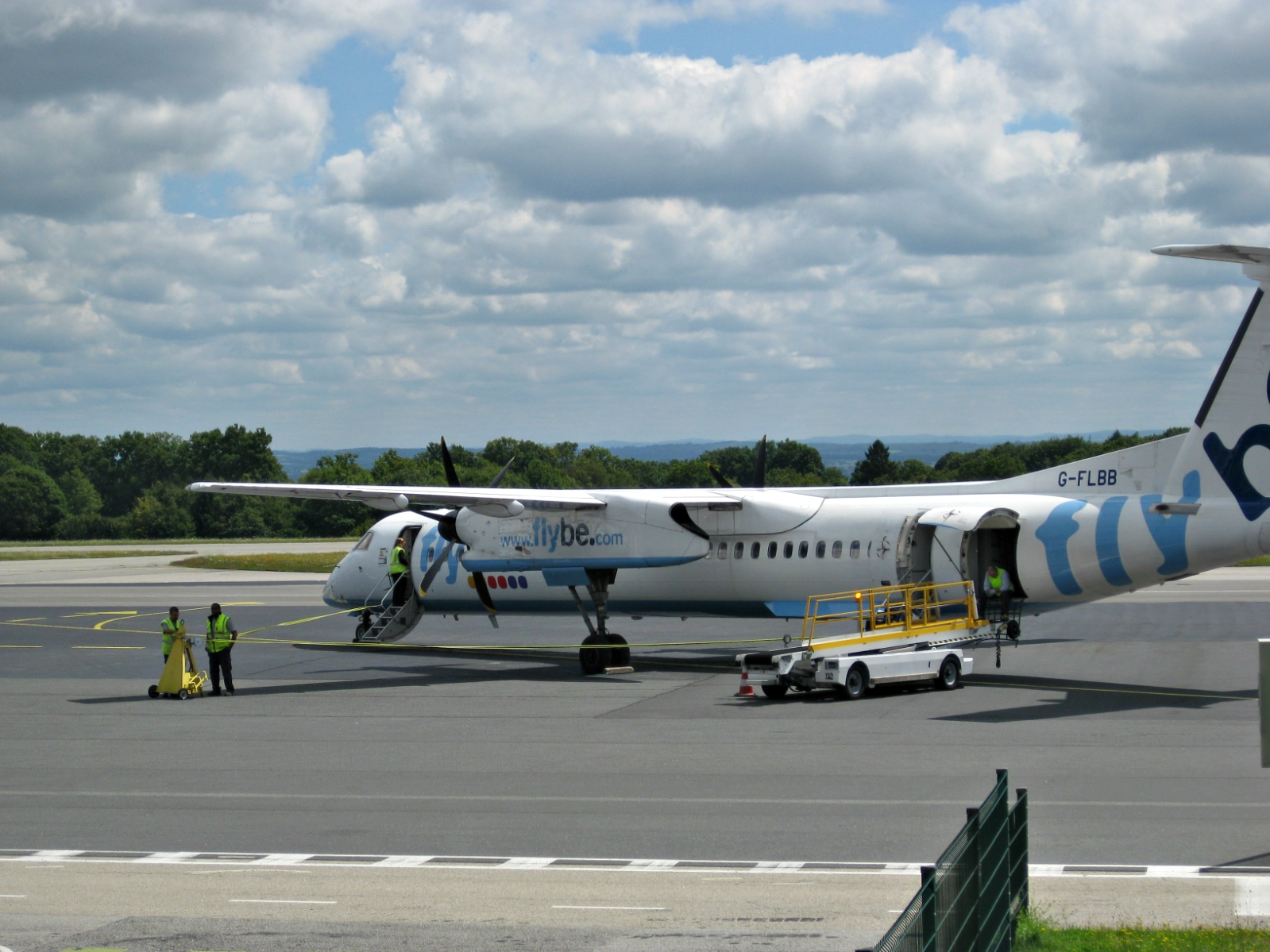
De Havilland Canada Dash-8-400 G-FLBB de FlyBe en 2014.
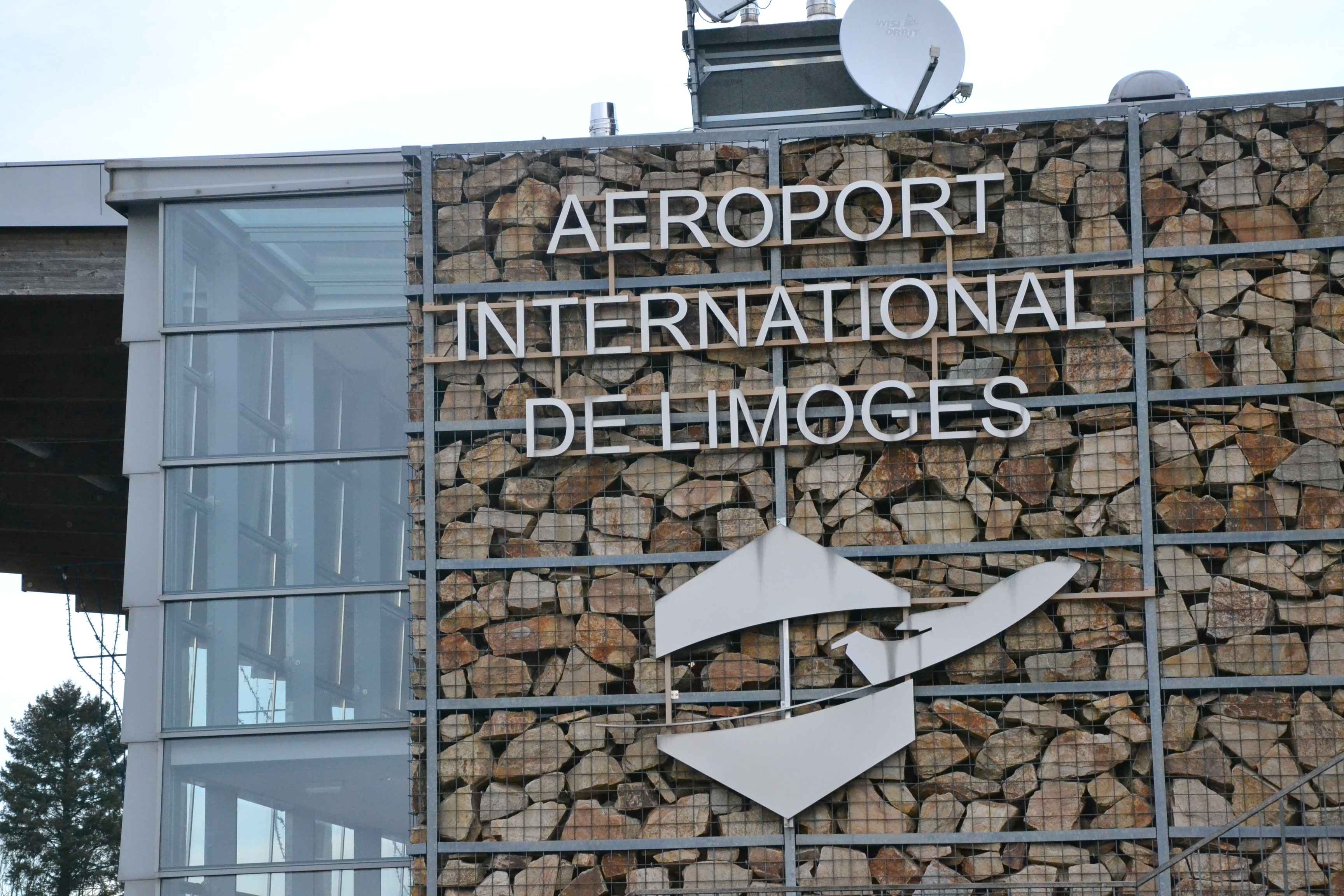
Vue du logo de l'aéroport apposé sur la façade de l'aérogare en 2015.
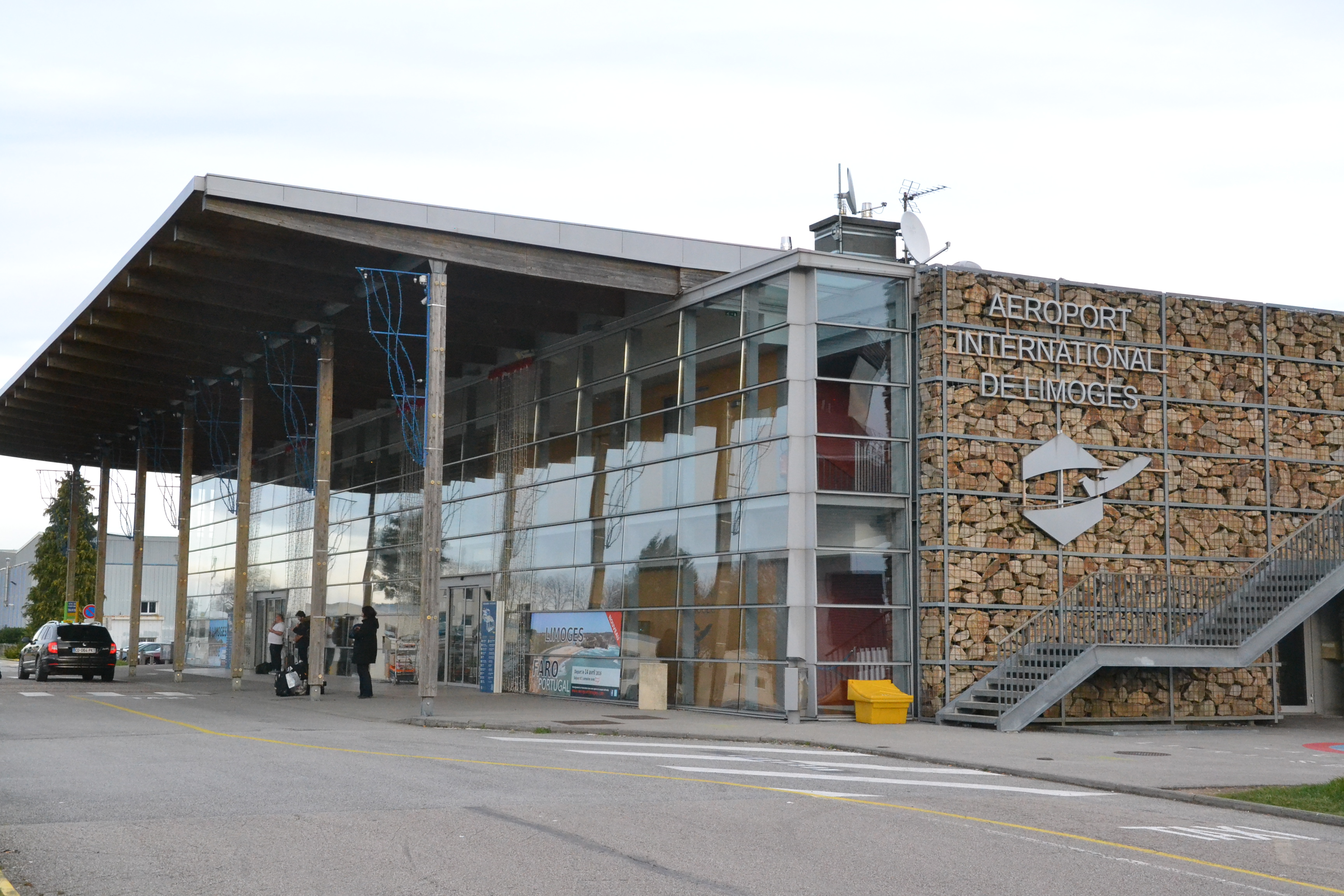
Aérogare côté parking en 2015.

### Accidents
- Le vendredi 21 mars 2008[17], un Boeing 737 de Ryanair, assurant la liaison Charleroi/Limoges, est sorti de la piste à l'atterrissage à la suite d'une mauvaise gestion de l'atterrissage par les pilotes. Cet accident a fait quelques blessés légers.
- Le lundi 25 août 2008[18] à 23 h 30, un Boeing 737 de Ryanair, assurant la liaison Bristol/Barcelone, a atterri en urgence à Limoges à la suite d'une dépressurisation. Dix-sept passagers ont été acheminés aux urgences du CHU et de la clinique Chénieux pour des blessures légères aux tympans.
- Le vendredi 18 février 2010 un voyant indiquant un départ de feu sur le moteur gauche de l'ATR postal a obligé l'équipage à effectuer un retour d'urgence. Aucune conséquence ni pour les passagers ni pour l'appareil.
- Le mardi 9 février 2016, un Airbus A350 XWB assurant la formation des équipages étrangers est sorti de la piste après des pluies torrentielles. Aucun blessé n'est à déplorer mais l'avion aura conduit à la fermeture de l'aéroport jusqu'au lendemain tôt dans la matinée, bloquant ainsi plusieurs vols.

## Trafic
Cet aéroport est ouvert 24 heures sur 24 au trafic commercial national et international, régulier ou non, aux avions privés, tant en vols aux instruments IFR qu'en vols à vue VFR.
Bénéficiant de produits diversifiés (lignes nationales, bas prix international, aviation d'affaires et de loisir, vol à voile), sa fréquentation a été en hausse jusqu'en 2007. Depuis, sa fréquentation a baissé de 20 %. En 2015, après 7 ans de baisse continue du trafic, l'on enregistrera une hausse de la fréquentation de l'ordre de 0,6 % par rapport à 2014.
Dès l'ouverture des lignes low cost en 2005 le trafic international a dépassé le national (près de 87 % en 2015). Le trafic 2017 a été de 309 641 passagers classant l'aéroport à la 26e place des aéroports de France métropolitaine.
Au trafic commercial s'ajoute un trafic d'affaires (+ 80 % en 2008 avec 1 052 passagers) réparti ainsi : 45 % par les entreprises, 30 % pour le sanitaire, 20 % pour les VIP et 5 % pour le fret. Ce trafic d'affaires justifie sur l'aéroport la présence d'une compagnie d'avions taxi (Air N. Solutions) et d'Hélicolim Service, entreprise de travail aérien et de transport exploitant un Bell 206 B Jetranger II immatriculé F-GHIO.
Depuis 2012, un G.I.E. (Groupement d'intérêt économique) a été créé entre les sociétés Mecavia et Locaero Services au nom d'Air Limouzi, pour satisfaire les déplacements professionnels d'entreprises de la région adhérentes du GIE (17 sociétés au 25 août 2022) comme la SA Delouis et fils moutarde et condiments (créée en 1976 dans sa forme actuelle), Legrand France, Beaubelique Industrie (depuis 1885), Debars automobiles Albi ou Hunyvers (société de véhicules de loisirs créée en 1965). Le GIE utilise un Cessna 421C Golden Eagle III immatriculé N421XL.
L'aviation légère et de loisirs est représentée par trois aéro-clubs et un club de vol à voile, qui dispose d'une piste réservée en herbe de 800 mètres.

### Statistiques

#### En graphique
Le graphique qui aurait dû être présenté ici ne peut pas être affiché car il utilise l'ancienne extension Graph, désactivée pour des questions de sécurité. Des indications pour créer un nouveau graphique avec la nouvelle extension Chart sont disponibles ici.

Voir la requête brute et les sources sur Wikidata.

#### En tableau
| Année | Passagers | dont low-cost | trafic national | Mouvements commerciaux | Mouvements non commerciaux |
| 2024  | 265 962   | 231 492       | 29 052          | 2 550                  | 0                          |
| 2023  | 264 426   | 250 007       | 9 783           | 3 571                  | 21 736                     |
| 2022  | 193 382   | 174 693       | 15 931          | 3 315                  | 22 339                     |
| 2021  | 69 399    | 52 192        | 16 908          | 2 381                  | 23 733                     |
| 2020  | 63 727    | 53 261        | 9 480           | 1 924                  | 20 523                     |
| 2019  | 300 840   | 261 324       | 33 714          | 4 488                  | 22 895                     |
| 2018  | 301 493   | 262 836       | 30 625          | 4 637                  | 24 548                     |
| 2017  | 309 641   | 262 656       | 27 313          | 4 904                  | 25 143                     |
| 2016  | 291 564   | 254 985       | 30 184          | 4 830                  | 28 824                     |
| 2015  | 292 607   | 260 085       | 32 522          | 4 918                  | 29 130                     |
| 2014  | 290 792   | 250 724       | 35 514          | 5 009                  | 25 048                     |
| 2013  | 299 654   | 245 433       | 47 650          | 5 903                  | 20 058                     |
| 2012  | 306 837   | 242 799       | 57 262          | 7 550                  | 31 634                     |
| 2011  | 334 816   | 256 485       | 70 061          | 6 164                  | 27 854                     |
| 2010  | 339 047   | 263 771       | 64 596          | 6 500                  | 23 390                     |
| 2009  | 356 353   | 278 039       | 69 713          | 6 700                  | 26 569                     |
| 2008  | 382 398   | 274 086       | 101 827         | 7 128                  | 25 371                     |
| 2007  | 391 220   | 267 778       | 115 168         | 8 116                  | 25 519                     |
| 2006  | 376 558   | 254 631       | 113 428         | 7 018                  | 25 195                     |
| 2005  | 283 849   | 166 962       | 109 762         | 6 093                  | 27 301                     |
| 2004  | 223 841   | 106 768       | 113 950         | 5 493                  | 27 072                     |
| 2003  | 187 491   | 0             | 106 463         | 5 012                  | 24 620                     |
| 2002  | 158 566   | 0             | 111 999         | 5 133                  | 23 997                     |
| 2001  | 132 504   | 0             | 123 540         | 4 921                  | 27 144                     |
| 2000  | 133 165   | 0             | 119 589         | 5 207                  | 32 010                     |
| 1999  | 139 668   | 0             | 124 214         | à renseigner           | à renseigner               |
| 1998  | 130 042   | 0             | 115 963         | à renseigner           | à renseigner               |
| 1997  | 120 208   | 0             | 99 764          | à renseigner           | à renseigner               |

## Compagnies aériennes et destinations
| Compagnies       | Destinations |
| ---------------- | --- |
| Chalair Aviation | Lyon-Saint-Exupéry |
|                  | |
| Ryanair          | East Midlands, Londres-Stansted, Manchester, Marrakech-Ménara , Marseille-Provence En saison : Bristol, Leeds-Bradford |

Actualisé le 20/03/2025

### Développement de la plateforme
Durant l'été 2011 d'importants travaux ont permis l'agrandissement du parking de stationnement des avions de grandes dimensions, la création d'un système de guidage autonome et sécurisé des appareils ainsi que la rénovation du parking destiné à l'aviation légère.
La réfection de la piste principale de 2440 m est actuellement en projet. Ce dernier consisterait en une réfection complète mais aussi en la création de RESA (portion de piste en béton friable afin d’arrêter un avion qui pourrait sortir de la piste) au bout de chaque axe et en la refonte du balisage de l’aéroport au profit d’un éclairage LED.